# Джеляли
Джеляли е синоним на отчаяна народна съпротива в Анадола срещу неограничения социален гнет в Османската империя. Всички въстанически действия на анадолските селяни след разгрома на бунта на шейх Джелял (1519/22) са наричани джелялийски:
1. масови въстания 1526/29 г.
2. въстание на Абдулхалим/Караязаджъ Черния и брат му Дели Хасан през 1588/98-1603 г.
3. въстание на Календероглу през 1607/09 г. [1]